# 当旦石经墙及佛塔
当旦石经墙及佛塔，位于中国青海省玉树县结古镇当代路，为第七批青海省文物保护单位，公布日期为2004年5月10日，类型为石窟寺及石刻。
当旦石经墙及佛塔的历史年代为明。